# Vairé
Vairé é uma comuna francesa na região administrativa da Pays de la Loire, no departamento de Vendéia. Estende-se por uma área de 28,12 km². Em 2010 a comuna tinha 1 757 habitantes (densidade: 62,5 hab./km²).